# Ufficiale rogante
L'ufficiale rogante, nella pubblica amministrazione italiana, è un funzionario autorizzato a redigere con le richieste formalità, documenti in forma pubblica amministrativa, aventi efficacia di atto pubblico come quelli rogati da un notaio, ai sensi dell'art. 2699 del codice civile italiano.

## Disciplina normativa
Non esiste una disciplina generale dell'ufficiale rogante direttamente applicabile a tutte le amministrazioni pubbliche. L'art. 95 del Regio Decreto del 23 maggio 1924, n. 827 relativamente alle amministrazioni dello Stato, prevede che contratti e i processi verbali di aggiudicazione sono ricevuti da un funzionario designato quale ufficiale rogante; nelle amministrazioni centrali tale funzionario viene nominato con decreto del ministro e in quelle "provinciali o compartimentali" (come le prefetture) con decreto del capo di esse.
Nei comuni e nelle province le funzioni di ufficiale rogante sono svolte dal segretario comunale e provinciale che, secondo l'art. 97 del d.lgs. 18 agosto 2000, n. 267, successivamente modificato dall'art. 10 della legge 11 agosto 2014, n. 114, redige su richiesta dell'ente i contratti nei quali l'ente è parte, ed autentica scritture private ed atti unilaterali nell'interesse dell'ente. Nella scuola ufficiale rogante è il direttore dei servizi generali e amministrativi (DSGA) (cfr. CCNL "Istruzione e ricerca" 2024).

## Funzioni
Autentica le copie degli atti originali, da lui ricevuti, per ogni effetto di legge e rilascia le copie stesse alle parti che ne facciano richiesta. Poiché la potestà dell'ufficiale rogante rappresenta una deroga rispetto a quella del notaio, è opinione della giurisprudenza che le relative norme debbano essere interpretate in modo restrittivo e che, quindi, l'ufficiale rogante sia competente per i soli atti espressamente previsti da tali norme.
L'ufficiale rogante deve necessariamente essere diverso dal funzionario che firma il contratto per l'amministrazione, detto ufficiale stipulante. Nello svolgimento delle sue funzioni deve osservare, ove applicabili, le norme che disciplinano la formazione degli atti notarili, ai sensi della legge 16 febbraio 1913 n. 89.